# Nadjia
Nadjia est un prénom féminin d’origine russe. 

## Étymologie
Il provient du mot « nadejda » (надежда (ru)) qui veut dire espérance. Il signifie également "Sauver" en arabe.

## Personnalités portant ce prénom
- Pour l'ensemble des articles sur les personnes portant ce prénom, consulter :
  - la liste des articles dont le titre commence par ce prénom
  - les listes produites par Wikidata : Liste des personnes de prénom « Nadjia » — même liste en incluant les éventuels prénoms composés qui contiennent « Nadjia ».